# Sant'Eufemia d'Aspromonte
Sant'Eufemia d'Aspromonte là một đô thị ở tỉnh Reggio Calabria trong vùng Calabria, Ý, có cự ly khoảng 90 km về phía tây nam của Catanzaro và khoảng 25 km về phía đông bắc của Reggio Calabria. Tại thời điểm ngày 31 tháng 12 năm 2004, đô thị này có dân số 4.061 người và diện tích là 32,9 km².
Sant'Eufemia d'Aspromonte giáp các đô thị: Bagnara Calabra, Melicuccà, San Procopio, Scilla, Sinopoli.